# Petia
Petia es una localidad rumana de la comuna de Bunești, en el condado de Suceava.

## Historia
Hacia finales del siglo XIX, la localidad, que ya por entonces pertenecía al condado de Suceava, formaba parte de la antigua comuna de Pleșești y tenía contabilizada una población de 589 habitantes.
En la segunda mitad del siglo XX la localidad había pasado a formar parte de la comuna de Bunești. En el censo de 2021 la localidad tenía una población de 747 habitantes.